# Postrervalle
Postrervalle, a veces escrito Postrer Valle, es una localidad y municipio de Bolivia, ubicado en la provincia Vallegrande al oeste del departamento de Santa Cruz. El municipio tiene una superficie de 1550 km² y cuenta con una población de 2390 habitantes (INE 2012). Se encuentra en la faja subandina, en la estribación oriental de la Cordillera de los Andes y la localidad está situada a 204 km de la ciudad de Santa Cruz de la Sierra y a 60 km de la capital provincial Vallegrande. El clima es templado con una temperatura promedio de 16.7 °C y una topografía variable que presenta valles y montañas con pendientes. Postrervalle es muy concurrido el 16 de julio, fecha en que se festeja su fiesta patronal desde el 1838, año en que fue erigida la Viceparroquia. En el municipio se habla el castellano al que se han incorporado muchas palabras y expresiones quechuas.

## Historia
El lugar donde está asentado el pueblo de Postrervalle, a casi 50 km de la ciudad de Vallegrande, fue durante el siglo XVIII una hacienda de propiedad de un canónigo del arzobispado de Sucre, el sacerdote Buenaventura Ponce de León. El sacerdote donó el sitio para la fundación del pueblo, que se efectuó el 16 de julio de 1830, por obra de Cristóbal Paniagua León.

## Demografía
De acuerdo con el censo boliviano de 2024, la población del municipio de Postrervalle es de 1 798 habitantes.
La población del municipio disminuyó ligeramente entre 1992 y 2024:
| Año  | Habitantes (municipio) | Fuente |
| ---- | ---------------------- | ------ |
| 1992 | 1 846                  | Censo  |
| 2001 | 2 545                  | Censo  |
| 2012 | 2 390                  | Censo  |
| 2024 | 1 798                  | Censo  |

## Economía
La población de Postrervalle se dedica principalmente a cultivar maíz, papa, maní y poroto. El sistema de producción pecuaria es extensivo, actividad que genera excedentes para el sustento de la familia y constituye un soporte económico a pesar de las condiciones ambientales adversas. Las familias obtienen productos y subproductos pecuarios como la carne, manteca, huevos, pieles que son comercializados casi en su totalidad. La leche, el queso y lana son en parte para el consumo familiar.
La artesanía está orientada a la fabricación de ponchos, alforjas y caronas de lana, elaborados mayormente para el consumo familiar; también se trabaja en chala de maíz. Por otro lado, existen molinos de trigo para elaborar harina integral destinada principalmente al consumo local y los excedentes de la harina son comercializados en los centros urbanos.

## División administrativa
El municipio de Postrervalle está dividido políticamente en once comunidades: Postrervalle, Tierras Nuevas, San Juan de Laderas, Vilcas, San Miguel, Llorente, Río Vilca, Mosqueras, San Marcos, Pampas y La Junta.